# Plecoptera brunnescens
Plecoptera brunnescens là một loài bướm đêm trong họ Erebidae.